# Grand Belial's Key
Grand Belial's Key é uma banda estadunidense de black metal oriunda da região de Oakton, no estado da Virgínia. A banda é freqüentemente associada a vertente nacional-socialista do black metal por suas letras anti-semitas, pelos nomes artísticos de alguns de seus integrantes e seus negócios ("Der Sturmer" - ex-baixista; ex-vocalista Richard P. Mills era dono do selo Vinland Winds, fazem gigs com bandas como Absurd) e arte gráfica provocativa, que usa o corpse paint para ridicularizar personagens bíblicos.
Em 2017 o Spotify removeu de seu catálogo diversas "bandas compostas por supremacistas brancos"; incluindo o Grand Belial's Key.

## Integrantes
- Unhold – vocal
- Demonic – baixo e teclados
- Gelal Necrosodomy – baixo, guitarra e teclados
- Ulfhedinn – bateria

## Discografia
- Goat of a Thousand Young (demo, 1992)
- Triumph of the Hordes (demo, 1994)
- A Witness to the Regicide (EP, 1996)
- Mocking the Philanthropist (álbum, 1997)
- The Tricifixion of Swine (EP, 2000)
- Judeobeast Assassination (álbum, 2001)
- Satan Is Metal's Master / Sperm of the Antichrist (split, 2001)
- Castrate the Redeemer (compilação, 2001)
- Hobo of Aramaic Tongues / Le royaume maudit (split, 2003)
- On a Mule Rides the Swindler (EP, 2005)
- Kosherat (álbum, 2005)
- Weltenfeind (split, 2008)